# Pablo Simonetti
Pablo Javier Simonetti Borgheresi est un auteur chilien né à Santiago le 7 décembre 1961.
Il milite pour les droits des minorités sexuelles.

## Biographie
Il est né dans une famille de descendants d'Italiens. En 1984, il obtient un diplôme d'ingénieur de l'université catholique du Chili puis un master en économie à l'université de Stanford. À partir de 1996, il se consacre à la littérature et l'année suivante il gagne le concours de contes de la revue Paula.
En 1999 il publie son premier livre : Vidas vulnerables, une compilation de contes, et reçoit un prix de la mairie de Santiago. 

## Œuvres
- Vidas vulnerables (contes), Planeta, 1999  (ISBN 9562473937)
- Madre que estás en los cielos (nouvelle), Planeta, 2004  (ISBN 9562473511)
- La razón de los amantes (nouvelle), Planeta, 2007  (ISBN 9562474321)
- La barrera del pudor (nouvelle), Norma, 2009  (ISBN 9584522396)